# Oscar L. Boulanger
Pour les articles homonymes, voir Boulanger (homonymie).
Joseph Oscar Lefebre Boulanger, né le 3 novembre 1888 à Saint-Charles-de-Bellechasse et mort le 21 juillet 1958 à l'âge de 69 ans, est un avocat et homme politique fédéral du Québec.

## Biographie
Né à Saint-Charles-de-Bellechasse, près de Lévis dans la région de Chaudière-Appalaches, Oscar Boulanger travaille une bonne partie de sa vie dans le domaine du droit. Il entame une carrière politique en devenant député du Parti libéral du Canada dans la circonscription de Bellechasse lors des élections de 1926. Réélu en 1930 et en 1935, il ne se représente pas en 1940. 